# Gidy
Gidy is een gemeente in het Franse departement Loiret (regio Centre-Val de Loire). De plaats maakt deel uit van het arrondissement Orléans. Gidy telde op 1 januari 2022 2.015 inwoners.

## Geografie
De oppervlakte van Gidy bedroeg op 1 januari 2022 23,91 vierkante kilometer; de bevolkingsdichtheid was toen 84,3 inwoners per km².

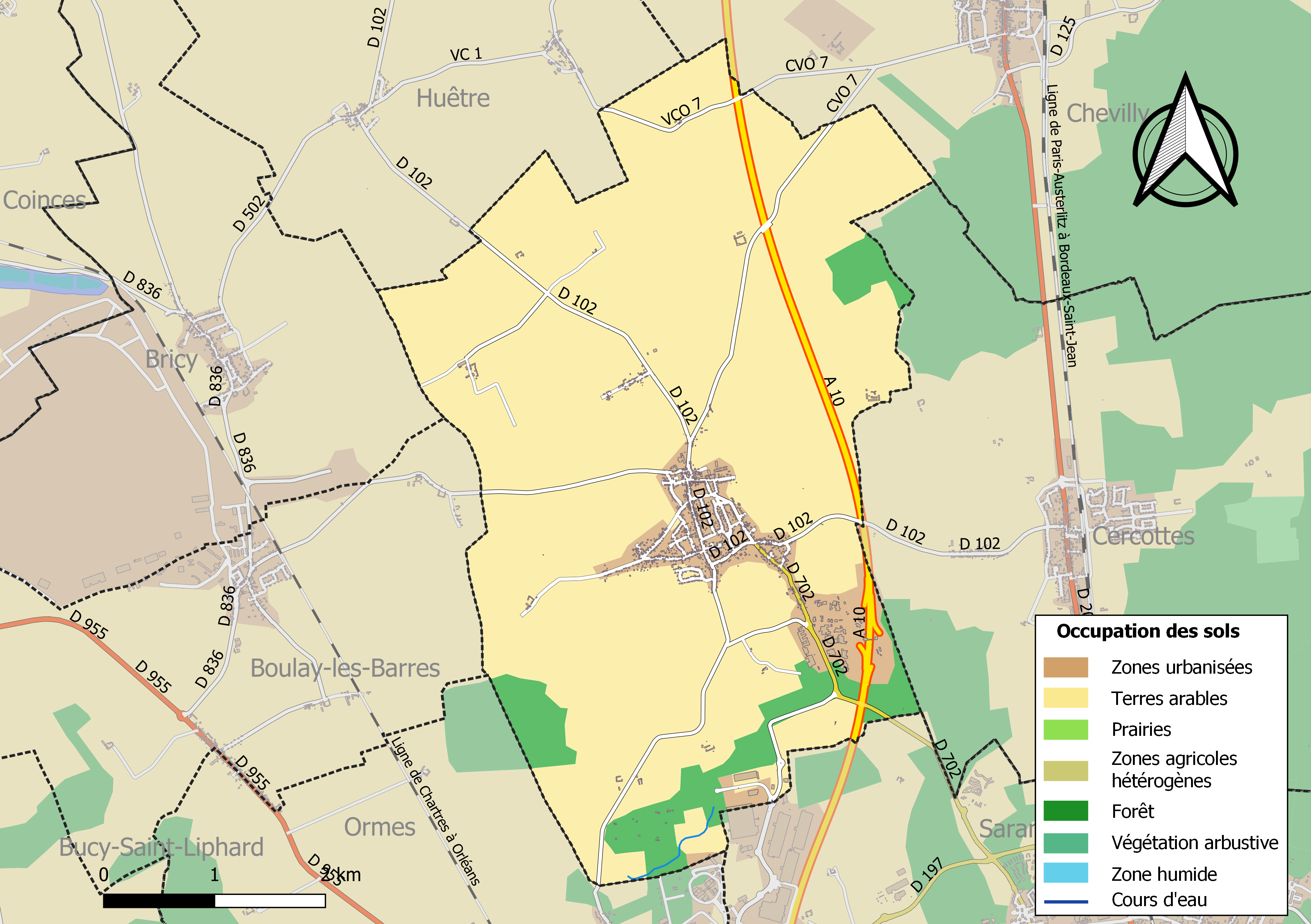
Kaart van de gemeente met de belangrijkste infrastructuur, bodemgebruik en omliggende gemeenten

## Demografie
Onderstaande figuur toont het verloop van het inwonertal (bron: INSEE-tellingen).